# فرزاد محمدي
فرزاد محمدي (بالفارسية: فرزاد محمدی) هو لاعب كرة قدم إيراني، ولد في 20 سبتمبر 1987 في أرومية في إيران. لعب مع نادي داماش غيلان ونادي مس كرمان ونادي نفط مسجد سليمان.